# Jarosław Reguła
Jarosław Reguła – polski gastrolog, profesor  nauk medycznych, pracownik naukowy Kliniki Gastroenterologii, Hepatologii i Onkologii Klinicznej, Szkoły Nauk Medycznych Centrum Medycznego Kształcenia Podyplomowego.

## Życiorys
W 1998 r. habilitował się na podstawie pracy zatytułowanej Wprowadzenie kwasu 5-aminolewulinowego terapii fotodynamicznej nowotworów przewodu pokarmowego. W 2007 r. uzyskał tytuł profesora nauk medycznych. Pracował w Centrum Onkologii - Instytucie im. Marii Skłodowskiej-Curie.
Jest profesorem zwyczajnym w Klinice Gastroenterologii, Hepatologii i Onkologii Klinicznej, Szkole Nauk Medycznych Centrum Medycznego Kształcenia Podyplomowego.
Był prezesem Polskiego Towarzystwa Gastroenterologii.

## Odznaczenia
- Krzyż Oficerski Orderu Odrodzenia Polski (2011)[4]
- Srebrny Krzyż Zasługi (2006)[5]